# Badia di San Salvatore di Sesto
L'Abbazia San Salvatore di Sesto, anche detta brevemente Badia di Sesto, era un complesso di edifici composto almeno da un monastero di frati Benedettini e da una chiesa, con annesso un imponente campanile quadrangolare, turrito, situato tra l'abitato di Castelvecchio di Compito e l'antico Lago di Bientina, quest'ultimo scomparso dal secolo XIX. Attualmente rimane solo parte del campanile inglobato nel muro settentrionale della Villa Ravano-Cambiaso-Della Gherardesca, oggi Gabin, edificata nel secolo XIX sulle rovine della Badia. Una folta vegetazione ricopre da anni tutta la facciata settentrionale della Villa Gabin, in cui è posto il campanile (n. 294 della mappa sotto riportata). 

## Geografia

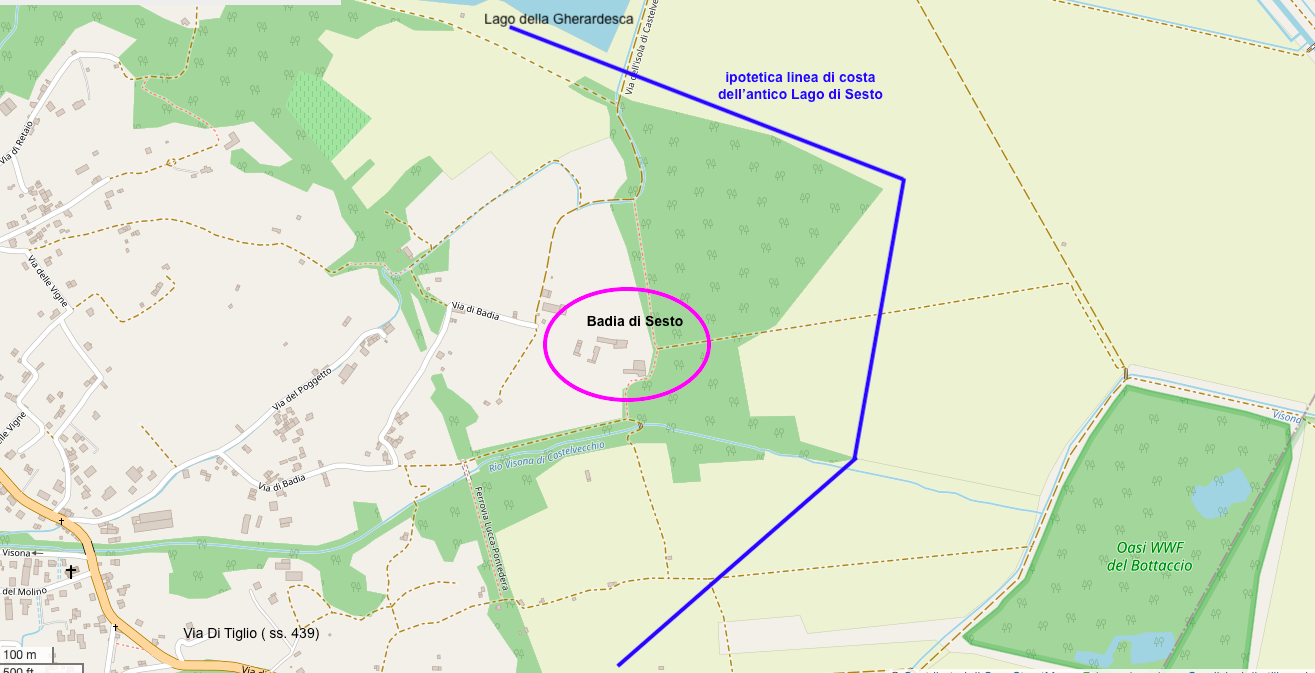
Posizione approssimativa della Badia di Sesto rispetto all'antico Lago di Sesto

Area della Badia di Sesto, come risulta dal quadro conoscitivo vigente del Comune di Capannori

La Badia era posta tra i rilevi del Monte Pisano, che arrivano a Castelvecchio di Compito e l'antico lago di Sesto. Tale posizione strategica, nella frazione di Castelvecchio di Compito (Capannori), le consentiva di controllare i traffici tra la piana di Lucca ed il bacino dell'Arno, sia quelli terrestri, che correvano lungo la via Di Tiglio, sia quelli fluviali che passavano per il lago. L'area è quasi un promontorio, che sporge nell'alveo dell'antico lago di Sesto verso Oriente, in direzione dell'Isola del Lago e di Orentano, che sorgeva sulla riva opposta. A nord persiste ancora l'ultimo residuo del Lago di Sesto, il lago della Gherardesca, mentre a sud-est si estende l'Area naturale protetta di interesse locale Il Bottaccio.

## Storia

### Storia antica
Nel 1954, nel parco annesso alla Badia, emerse una epigrafe latina risalente al I secolo d.C. da cui si evince la probabile datazione del primo insediamento. Come afferma lo stesso Ciampoltrini, che riferisce la figura in rilievo di una barca sulla iscrizione: "È dunque possibile che la figurazione della barca rammenti le attività di fabri navales", il defunto avrebbe potuto appartenere ad una famiglia impegnata nella costruzione probabilmente di barche, attività che si sarebbe potuta svolgere sulle rive dell'Auser, come lo stesso Ciampoltrini illustra in uno studio sulla pesca e sulla navigazione  fluviale lungo l'Auser. Peraltro l'archeologo, in un altro studio, attribuisce alla figura della barca un probabile significato simbolico. Attualmente l'epigrafe, la cosiddetta "stele dei Laronii", è conservata presso il Museo Athena di Capannori (Tassignano).

### Alto Medioevo
Paulus Fridolinus Kehr riporta riguardo al monastero di S. Salvatoris e Salmiani di Sesto: "Sextense monasterium, iuxta lacum de Blentina sive Sextensem situm, antiquissimam repetit originem, quamquam fide omnino carent quae circa eius institutionem a Salmiano, Constantis imp. filio, a. 668 factam pia traditio " Poi pubblica un brevissimo regesto di un documento del 12 gennaio 672 : Vitalianus concedit, ut abbatia nominetur s. Mariae ac Salmiani Sextensis, confirmat Benedicto abbati institutionem monasterii, eximit monachos ab episcoporum et laicorum temporal! et spirituali iurisdictione. — A. 672, pont. a. 6, ian. 12.
Nella chiesa di Sant'Andrea di Castelvecchio di Compito sarebbe stata esposta la seguente epigrafe : "HIC IACET SALVIANUS AN. XXVI AETAT.JUVENIS SED INGENII ACUMINE PREST COSTANTIS IMPIS FILUS QUI OBIIT DIE XXI XXI JUN. AN. DCVIII" . Ciò risulta in un codice epigrafico del XVIII secolo di Bernardi Baroni, conservato nella Biblioteca Statale 1016 c.206 v, mentre l'iscrizione risulta dispersa.
Viene accennata da Kurze la possibilità che il re longobardo Cuniperto durante il suo regno (688-700) abbia fondato il Monastero di Sesto.
Altro documento antico, che si riferisce al Monastero di San Salvatore in Sesto, è datato 754 ed è riportato da Schiaparelli nel Codice Diplomatico Longobardo. Altro antico documento risale al 796, quando nella Lucchesia regnava Carlo Magno, re dei Franchi. Il contratto tra il Presbitero Amico e Domenico di Liutperto testimonia che Sesto all'epoca era un vero e proprio centro abitato, dove si trovava il Monastero di San Salvatore e la casa con l'oliveto, oggetti questi della transazione. Se ne deduce che il monastero sia stato fondato in epoca anteriore.
Nel 918, il 27 settembre, il vescovo di Lucca Pietro viene di persona al Monastero per ordinare il nuovo Abate, scelto dai monaci benedettini. "Si placet paternitate vestre istum nobis Abbatem ac patrem concedite". Viene così ordinato Walfred presbyter et monachus.
Nel 937 la Badia fu concessa in dote dal re Ugo ad Adelaide, sposa di suo figlio Lotario.All'epoca contava "mansis duo milia" , come si legge nella donazione sponsale ad Adelaide.
Venne ricostruita dalla madre Willa del marchese Ugo II di Toscana nel 996.
Ottenne vari riconoscimenti imperiali, cioè diplomi e privilegi da parte di:
- Ottone III il 21 luglio 986, che le conferiva ampi poteri giurisdizionali;[18]
- Enrico II il 25 aprile 1020;[19]
- Corrado II il 6 aprile 1027,in cui fece grosse concessioni al monastero includendo beni sparsi nella Tuscia,  oltre a permettere ai monaci di eleggere il proprio Abate;[20]
- Enrico III il 4 luglio 1053.[21]

Essi ampliarono e confermarono un vasto patrimonio territoriale, esteso soprattutto nel Compitese, ma che arrivò fino a Volterra ed oltre l'Appennino, nel Parmense, anche in Corsica, svincolandola dal potere marchionale.
Con la bolla di Sergio IV del 2 dicembre 1010 il monastero ottenne l’immediata sottomissione alla Santa Sede e l'indipendenza assoluta dalla gerarchia ecclesiastica locale.

### Basso Medioevo
Alessandro II, ovvero il vescovo di Lucca Anselmo I, con una bolla papale datata 7 marzo 1068, in cui interviene il futuro papa Gregorio VII, allora arcidiacono della Santa Sede Ildebrando, conferma all'abate Benedetto ed ai suoi successori il monastero ed i beni posseduti, che vengono elencati, e la facoltà di consacrare ed ordinare clerici e di poter seppellire i defunti.

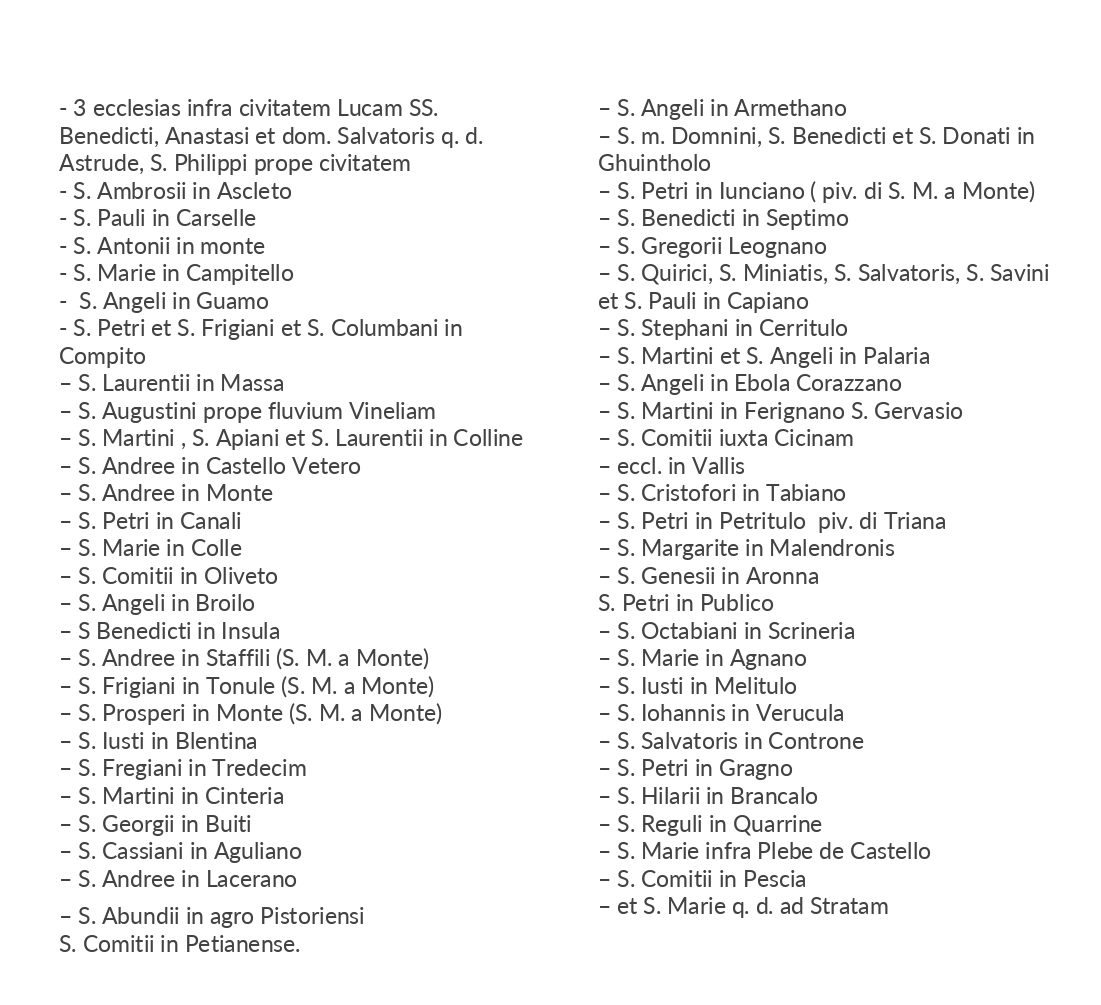
Elenco delle Chiese dipendenti dalla Badia di Sesto, trascritto dalla Bolla originale di papa Alessandro II datata 7 marzo 1068

Nell'XI secolo l'abbazia nel giro di pochi anni munì di fortificazioni quattro luoghi situati nelle sue vicinanze, realizzando così il castello di Compito (a Pieve di Compito), Castelvecchio e Castro Novo de Sesto (a Colle di Compito) e un altro castello sull'isola del lago di Sesto.
Con lo scoppio delle guerre tra Lucca e Pisa, che seguirono i diplomi imperiali concessi a Lucca e a Pisa da Enrico IV nel 1081, l'abbazia vide occupato e devastato gran parte del suo territorio.
Per riformarlo papa Pasquale II affidò il monastero sestense, che aveva già perso gran parte dei propri beni, ai Camaldolesi prima del 1118. Fallito questo tentativo, nel giugno 1134 Innocenzo II  sottopose la Badia di Sesto all'abate dell'abbazia di San Benedetto in Polirone, Enrico, affinché lo riportasse alla regola monastica, consegnandola come proprietà di cui poteva disporre liberamente.

Lago di Sesto. immagine tratta dall'estimo Giunigiano, depositato nell'Archivio di Stato di Lucca, fondo Estimo, faldone 113

Nel 1379 si verifica il ritorno del monastero al potere pontificio: dopo l'abate Pietro, che venne nominato dai padri di Polirone, il papa elesse Anselmo da Gubbio come abate della Badia.
Le Croniche di Giovanni Sercambi propongono una rappresentazione della Badia di Sesto, allorché l'11 aprile 1397 i pisani "combateono chastelvecchio di compoto e quello presero e affossorlo". Nell'immagine si nota una chiesa ad una navata, di fianco ad un campanile turrito e con merlatura sporgente, sulle rive del lago di Sesto. A seguito dell'incursione pisana gli abitanti di Castelvecchio si ritirarono nel campanile turrito della badia, con l'abate. I rifugiati dovettero abbandonare la rocca scendendo per le corde delle campane, perché i pisani avevano provveduto a bruciare la porta del campanile. Furono risparmiati dai vincitori. Una nuova distruzione di Castelvecchio e della Badia avvenne il 14 aprile 1397, "come li homini di pisa arsero tucto chastelvecchio di compoto e partirsi".
Il 22 gennaio 1403 Bonifacio IX consegnò la Badia ad un monaco diciassettenne, Giovanni, figlio Nicolai Nerii, perché l'abate del tempo, Anselmo, era finito in carcere a Lucca. Nell'Estimo Guinigiano del 1411-1413 vengono ancora censiti i suoi possedimenti nel Piviere di Compito e sul lago di Sesto. Nel 1412 una porzione del lago venne riconosciuta alla comunità di Castelvecchio, una parte alla comunità di Colle di Compito e a quella di Palaiuola, mentre la Abbazia di Sesto rimase proprietaria di 3500 coltre. Dal 1444-1445 il complesso religioso rimase nelle mani della famiglia Bernardi di Lucca per circa 40 anni. Nel 1483 papa Sisto IV affidò la badia a Giorgio, del fu Galeotto, Franciotti di Lucca, segretario del cardinale di Pavia fino al 1511, anno della sua morte, dopo subentrò il chierico Bartolomeo Arnolfini. Nel 1513 venne annessa al cenobio dei Santi Ponziano e Bartolomeo di Lucca.

### Età moderna e contemporanea
Il cartografo Giuseppe Natalini illustra una mappa del 1659, conservata presso l'Archivio di Stato di Lucca con un complesso edilizio adagiato sulle sponde del Lago di Bientina, denominato "Case e Chiesa alla Badia", in cui si erge un campanile con caratteristica merlatura sporgente ed una chiesa ad una navata. Invece sono i cartografi Antonio Capretti e Domenico Merli che su un'altra grande mappa del Lago di Sesto raffigurano nel 1795 una "Villa detta Badia", che rappresenta forse il solo edificio superstite dell'abbazia di Sesto. Più tardi, qualche anno prima dell'inizio lavori che porteranno alla bonifica del lago di Sesto, nel 1841 l'Abate Domenico Barsocchini certifica che Badia  S. Salvatore di Sesto presso "il padule di Sesto" (citazione) non esiste più. 

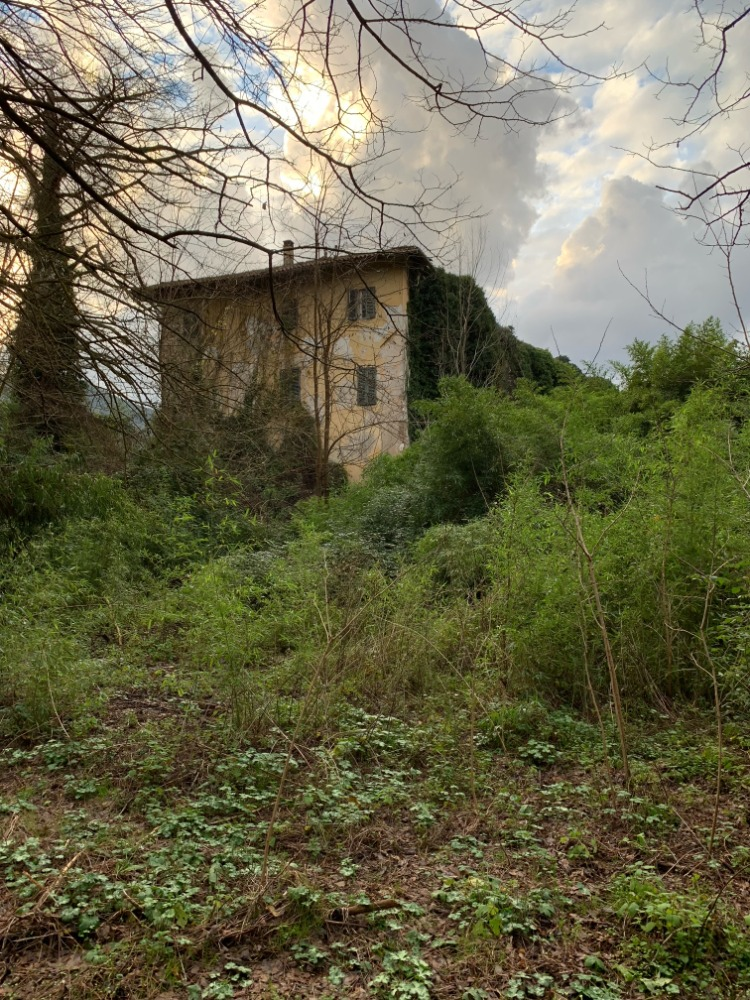
La Villa Gabin ripresa dal lato est. Istantanea del 2022

Nel XIX secolo venne edificata sulle rovine del complesso religioso la Villa Della Gherardesca, che ha contato come proprietari varie altre famiglie importanti come i Ravano, i Cambiaso ed i Poschi. Attualmente si può ammirare soltanto una serie di edifici per lo più in completo abbandono, coperti da un manto di siepi, non lontano dal Lago della Gherardesca. Dell'antica Badia rimane visibile sul lato nord solo parte della torre campanaria. Gli attuali proprietari, i signori Gabin, detengono una azienda agricola nei terreni circostanti.